# Ostrava Open 1997
L'Ostrava Open 1997 è stato un torneo di tennis giocato sul sintetico indoor. È stata la 4ª edizione dell'Ostrava Open, che fa parte della categoria World Series nell'ambito dell'ATP Tour 1997. Si è giocato a Ostrava in Repubblica Ceca, dal 13 al 19 ottobre 1997.

## Campioni

### Singolare
Karol Kučera ha battuto in finale  Magnus Norman che si è ritirato sul punteggio di 6–2

### Doppio
Jiří Novák /  David Rikl hanno battuto in finale  Donald Johnson /  Francisco Montana con il punteggio di 6–2, 6–4